# René-Antoine Gauthier
 (février 2018).
Si vous disposez d'ouvrages ou d'articles de référence ou si vous connaissez des sites web de qualité traitant du thème abordé ici, merci de compléter l'article en donnant les références utiles à sa vérifiabilité et en les liant à la section « Notes et références ».
 (avril 2023).
René-Antoine Gauthier, né le 1er octobre 1913 à La Seyne-sur-Mer (Var) et décédé le 27 janvier 1999, est un prêtre dominicain français, philologue et historien de la philosophie.

## Biographie
Gauthier entre dans l'Ordre dominicain en 1933, comme novice de la province de Lyon, prenant son professorat le 3 novembre 1934. Il étudie à Saint-Alban-Leysse. Après son service militaire de 1936 à 1937, il fut ordonné prêtre en 1940. Souffrant de tuberculose, il passa les années 1941/2 et 1947-1949 en convalescence dans le sanatorium d'Assy. Sa thèse sur la « magnanimitas » a été achevée en 1942 (publié en 1951).
Il est nommé membre de la Commission léonine en 1952. Durant les années 1950-1970, où il résidait au Saulchoir, à L'Arbresle, à Santa Sabina et à Grottaferrata, il était l'éditeur des éditions de plusieurs commentaires aristotéliciens de Saint Thomas d'Aquin, y compris Expositio libri Peryermenias, Expositio libri Posteriorum, Quaestiones De potentia Dei, Quaestiones de quolibet, Sentencia libri De anima, De memoria et reminiscencia, Sententia libri Ethicorum, Tabula libri Ethicorum. Il a également édité les traductions médiévales de l'Éthique à Nicomaque d'Aristote et a écrit une monographie originale sur l'éthique d'Aristote et avec Jean-Yves Jolif a publié une traduction de l'Éthique d'Aristote avec de longs commentaires en 1959.

## Ouvrages (sélection)
- Revue des sciences philosophiques et théologiques 83 (1999), S. 548–556.
- René Antoine Gauthier (O.P.) und Jean Yves Jolif (O.P.), L' Éthique à Nicomaque. Introduction, traduction et commentaire. T. I: Introduction et traduction. Publications Universitaires, Louvain; B. Nauwelaerts, Paris 1959. – Recension par Édouard des Places, in: L'antiquité classique 28, 1959, S. 366–367, (online)
- René Antoine Gauthier (O.P.) und Jean Yves Jolif (O.P.), L' Éthique à Nicomaque. Introduction, traduction et commentaire. T. II: Commentaire. Publications Universitaires, Louvain; B. Nauwelaerts, Paris 1959. – Recension par Édouard des Places, in: L'antiquité classique 29, 1960, S. 457, (online)
- René Antoine Gauthier (O.P.), Introduction à la Somme contre les gentils de saint Thomas d’Aquin. Librairie philosophique J. Vrin, Paris 1996.